# テリー・ハンティンドン
テリー・ハンティンドン（Terry Lynn Huntingdon、1940年5月8日 - ）は、アメリカ合衆国の女優。Miss USA 1959に選ばれ、ミス・ユニバース1959で第3位入賞。黒髪。身長170センチ。スリーサイズ91-58-91。

## 経歴

### 生い立ち
一族はカリフォルニア州で5世代暮らす。1940年5月8日、シスキュー郡Mount Shastaに生まれる。
Mt. Shasta High School在学中は楽隊長（majorette）を務める。
カリフォルニア大学ロサンゼルス校（UCLA）では舞踏を専攻する。

### ミスコンのキャリア
1954年、Mount Shastaを代表して郡のミスコンに出場。ベスト4に残る。
1959年、Miss California USAに選ばれる。カリフォルニア州代表として初めてMiss USAに選ばれる。

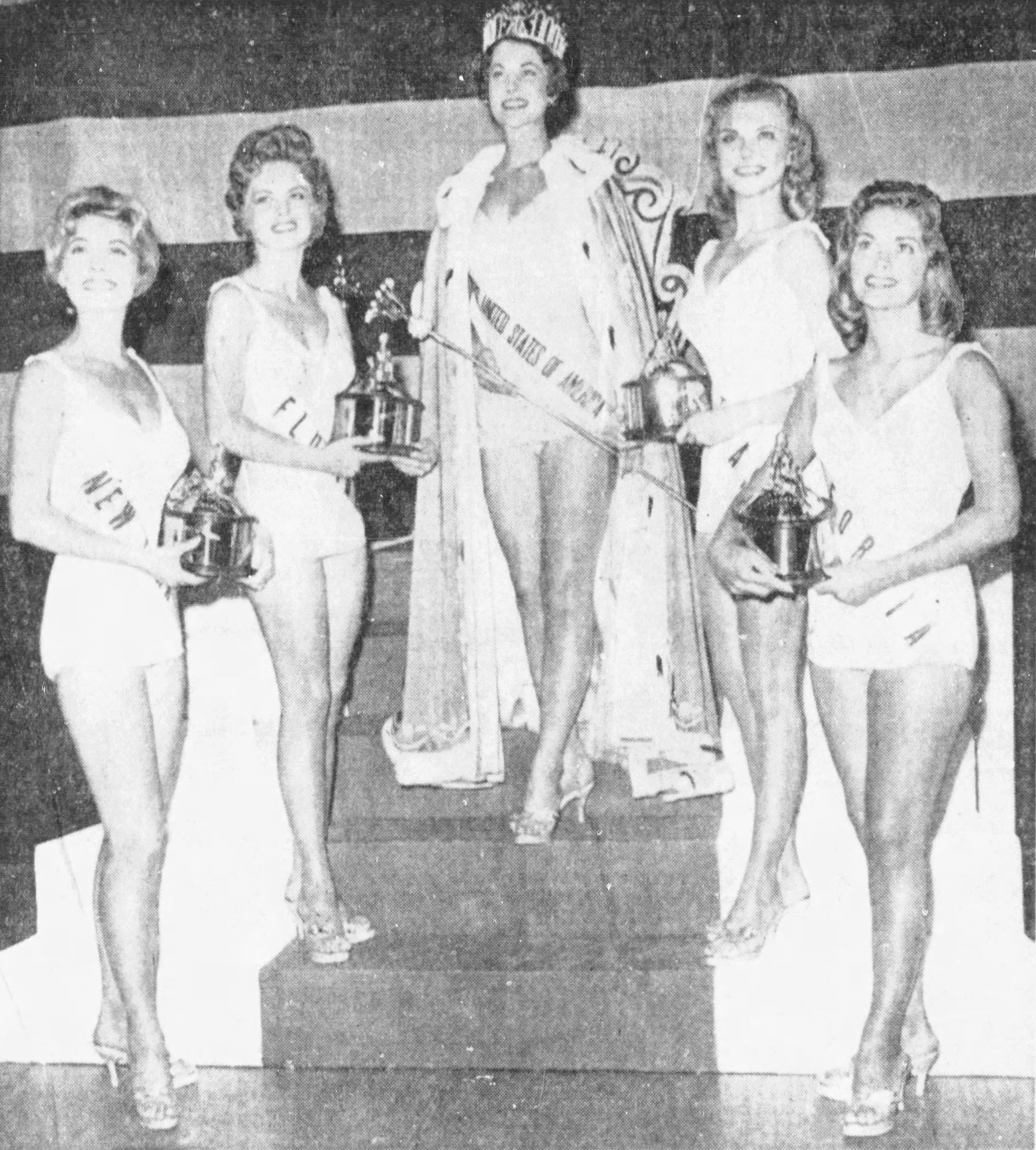
中央が「ミスUSA1959」に選ばれたハンティンドン

ミス・ユニバース1959では第3位入賞。

### その後
女優としてテレビ及び映画にときおり出演する。女優としての初仕事は1959年のPerry Masonへの出演である。1960年、クイズ番組You Bet Your Lifeに出演。1962年、映画The Three Stooges Meet Herculesでヘカベーを演じた。
女優業を離れてからは婦人服の生産管理、モデルなどを経験。連邦上院議員アラン・クランストンのオフィスで働いたこともある。
1970年代前期、経済機会局で写真家として働く。
1980年、Women's National Bankの評議員に任命される。

## 私生活
1975年4月19日、連邦上院議員ジョーゼフ・タイディンズと結婚。
連れ子のAlexandra Tydingsは後に女優になる。

### 親子関係不存在確認訴訟
1962年5月14日、未婚のテリーは女の子を出産する。弁護士のArthur Crowleyが父親であることを否定したので、1963年より親子関係不存在確認訴訟に関わることとなる。
1965年、第２区控訴裁判所（California's 2nd District Court of Appeal、州高裁）は、上級裁判所（Superior Court、州地裁）のCrowleyに有利な評決を破棄、新たな審理を命じた。
州高裁の判断のうち、主な争点は二点ある。第一に、血液型にもとづく親子鑑定の証言を証拠として採用しなかったのは裁判所の裁量権の濫用にあたるか。第二に、テリーが妊娠した可能性のある期間にほかの男性と交際していたと判断できる場合は陪審員はクローリーに有利な評決を下すべしと指示したこと。第一の争点については州最高裁は問題なしとした。第二の争点について州高裁が偏見による誤りを犯したとし、1966年、Crowleyを免責する州高裁判決を破棄、差し戻しを命じた
。

## フィルモグラフィ
| 年   | タイトル                          | 役          | 備考                                     |
| ---- | --------------------------------- | ----------- | ---------------------------------------- |
| 1959 | Miss USA 1959                     | Herself     | カリフォルニア州代表                     |
| 1959 | Miss Universe 1959                | Herself     | 2nd Runner-up                            |
| 1959 | Perry Mason                       | Kitty Wynne | Episode: The Case of the Bartered Bikini |
| 1960 | The Untouchables                  | Flo Ingalls | Episode: The Waxey Gordon Story          |
| 1960 | The Law and Mr. Jones             | Model       | Episode: No sale                         |
| 1961 | The Adventures of Ozzie & Harriet | Joyce       | Episode: The Chaperone                   |
| 1962 | The Three Stooges Meet Hercules   | ヘカベー    | 銀幕デビュー                             |
| 1962 | Five Finger Exercise              | Helen       |                                          |

## 出版
- Terry Huntingdon Tydings (2013-09-05). California Girl:Miss USA 1959. Outskirts Press. ISBN 978-1-47871643-3